# 田文燾
田文燾，河南固始人，清朝政治人物。举人出身。
嘉庆八年（1803年），擔任清朝廣州府新安縣知縣。后由許浚接任。